# Borislav Bogdanović (Chemiker)
Borislav Bogdanović (serbisch-kyrillisch Борислав Богдановић; * 3. Juni 1934 in Novi Sad, Jugoslawien; † 11. September 2010 in Mülheim an der Ruhr) war ein jugoslawischer bzw. serbischer Chemiker.

## Leben
Bogdanović studierte von 1953 bis 1959 Chemie an der Universität Belgrad, wo er sein Studium mit dem Diplom abschloss. An der RWTH Aachen wurde er 1962 promoviert. Danach wechselte er an das Max-Planck-Institut für Kohlenforschung. In der Arbeitsgruppe von Günther Wilke arbeitete er an der Erforschung von Nickelkomplexen und war an der Erstdarstellung des Bis(π-allyl)nickel (Ni(η3-C3H5)2) beteiligt. Nach seiner Habilitation im Jahr 1974 lehrte er an der Ruhr-Universität Bochum sowie als Gastprofessor an den Universitäten von Pisa, Paris-Süd, Toulouse und Lyon. Später leitete er die Katalysatorforschungsgruppe am Max-Planck-Institut für Kohlenforschung in Mülheim an der Ruhr, wo er 1999 emeritiert wurde. 
Der Schwerpunkt seiner Forschung lag auf dem Gebiet der metallorganischen Chemie, speziell auch der Anwendung von Metallhydriden zur Wasserstoffspeicherung sowie der Erforschung von metallorganischen Komplexen wie dem Magnesiumanthracen, auch als Bogdanović-Magnesium bezeichnet. Magnesiumanthracen dient zur Herstellung von Magnesiumhydrid. Während die Synthese aus den Elementen hohe Drücke von 200 bar sowie Temperaturen von 500 °C erfordert, läuft die Synthese nach Bogdanović unter milden Bedingungen ab.
Bogdanović erhielt zahlreiche Preise und Auszeichnungen, etwa den Ruhrpreis für Kunst und Wissenschaft (1986) und den Gay-Lussac-Humboldt-Preis.